# Kouros (NAMA 4890)

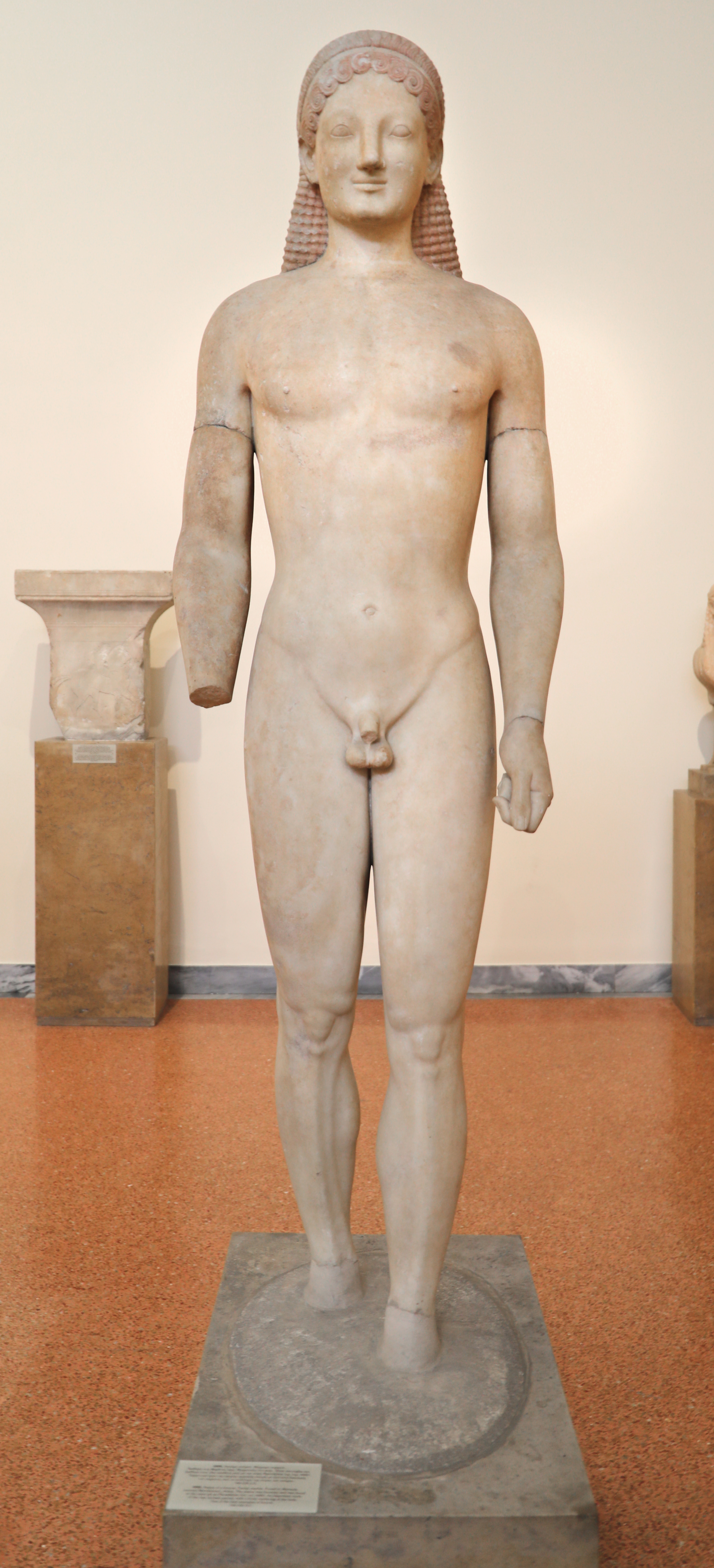
Kouros in der derzeitigen Aufstellung

Die Statue eines Kouros im Archäologischen Nationalmuseum Athen (NAMA) mit der Inventarnummer 4890 ist eine archaische Statue eines jungen Mannes, die im dritten Viertel des 6. Jahrhunderts v. Chr. geschaffen wurde.
Die 1,89 Meter hohe Kouros-Statue aus Parischem Marmor wurde 1972 gemeinsam mit der Kore Phrasikleia von Efthymios Mastrokostas bei Ausgrabungen in Merenda, dem antiken Myrrhinous gefunden. Die Kore war laut einer Inschrift auf dem zugehörigen Sockel, der nur 200 Meter entfernt vom Fundort in der Panagia-Kirche des Ortes verbaut und seit 1730 durch die Publizierung Michel Fourmonts bekannt war, das Grabmal der Phrasikleia. Eine weitere Inschrift am Sockel nennt Aristion von Paros als Bildhauer. Es wird angenommen, dass die Statue des Kouros und die Kore zusammengehörten und auch der Kouros von Aristion geschaffen wurde. Beides waren Grabstatuen. Der Kouros wird in die Zeit zwischen 540 und 530 v. Chr. datiert.
Die nackte Statue ist recht gut erhalten. Es fehlen beide Füße, die rechte Hand sowie die Penisspitze. Beide Arme waren abgebrochen, ebenso beide Hände von den Armen. Der Kouros weist die für diese Zeit übliche Haltung auf: die junge Mann steht frontal und steif zum Betrachter, einzig das linke Bein ist etwas vorangestellt (Spielbein), was eine Bewegung andeuten soll. Die Arme hängen an der Seite herab, der Kopf ist gehoben und schaut gerade nach vorn. Das Haar ist aufwändig gestaltet. Auf der Stirn ist es zu großen schneckenförmigen Locken gearbeitet, die mit einem Diadem zusammengehalten werden. Die lockigen gepflegten Haare fallen lang über den Rücken. Typisch sind auch die mandelförmigen Augen. Die Augenbrauen sind nicht klar herausgearbeitet, anders die Bauchmuskeln, die klar erkennbar sind. Auf den Augenbrauen, den Brustwarzen sowie dem Haupthaar ist rote Farbe erhalten, auch das Schamhaar und eine Halskette waren durch Farbe hervorgehoben, sind aber nicht bildhauerisch herausgearbeitet.